# Hans Kaletsch
Hans J. F. Kaletsch (* 25. Mai 1929 in Barmen; † 23. Juli 2020) war ein deutscher Althistoriker.

## Leben
Kaletsch, Sohn eines Medizinalrates, besuchte ab 1939 vier Jahre das Realgymnasium in Barmen. Nach einer kriegsbedingten Unterbrechung besuchte er die Oberrealschule in Bad Tölz in Oberbayern für drei Jahre. Im Winter 1946/47 besuchte er ein humanistisches Gymnasium wieder in Barmen, sein Abitur legte er dann 1947 in Bad Tölz ab. Kaletsch studierte Geschichte und Alte Geschichte und Klassische Philologie sowie Archäologie und Linguistik an der Ludwig-Maximilians-Universität München. Dort wurde er besonders vom Althistoriker Alexander Schenk Graf von Stauffenberg geprägt. Bei ihm wurde Kaletsch im Dezember 1954 mit der Dissertation Die Könige der Lyder promoviert. Neben seiner Dissertation veröffentlichte er zahlreiche Aufsätze und Lexikonartikel sowie die Monografie Tag und Jahr: Die Geschichte unseres Kalenders (Zürich/Stuttgart 1970).
Nach kurzer Zeit im Schuldienst wurde Kaletsch zum 1. August 1958 als Assistent am Althistorischen Seminar angestellt. Zum 12. März 1969 wechselte er als Akademischer Rat an die Universität Regensburg, an der er später zum Akademischen Oberrat und Akademischen Direktor befördert wurde.
Kaletsch starb am 23. Juli 2020 im Alter von 91 Jahren.